# Јелена Јевремовић
Јелена Јевремовић Недељковић (Београд, 28. март 1981) српска је поп певачица. Ћерка је певача Микија Јевремовића.

## Биографија
Јелена Јевремовић је рођена 28. марта 1981. године у Београду у тадашњој СФР Југославији (данас Србија). У детињству открива свој певачки таленат и као ученик основне музичке школе осваја многобројне награде на међународним и домаћим фестивалима. Објављивањем првог албума „Хајде зажмури“ 2002. године закорачује у професионални свет музике, а као заљубљеник у фестивале наступа на домаћој и иностраној сцени изводећи ауторска дела. Дует „Љубав по себи је грех“ који изводи са оцем Микијем Јевремовићем осваја бројне награде и стиче велику публику у региону. Селидбом у Париз 2007. године се повлачи из музике и јавности уопште а разлог за то је развод родитеља. Јелена је веома тешко поднела то што јој се родитељи разилазе после 30 година брака, нагло је изгубила десет килограма и завршила у болници услед компликација са цревима. Тада је пожелела да се одмори од свега и резервисала карту за Шпанију, али судбина је умешала прсте па је Јевремовићева завршила у Паризу, где се и удала за садашњег супруга Пеђу Недељковића.
Како сам током боравка у болници била у сталном контакту с Пеђом, дечком кога сам упознала на једном ранијем наступу у Паризу, он ми је предложио да променим карту и дођем код њега у Париз. Он је мој спасилац, који ми је вратио идентитет онда када ме ништа више није испуњавало. Чим сам га из даљине угледала на аеродрому схватила сам да је он човек са којим желим да проведем живот. Већ сутрадан причали смо о браку и деци.
Јединствено искуство које је стекла током париских дана уобличила је у свој први роман и испунила свој девојачки сан да осим музичког оствари и свој списатељски таленат.
Четворочлана породица се после неколико година живота у Француској вратила у Србију. Данас живи у Београду као слободна уметница, удата је и има два сина, Лазара и Тадију.

## Дискографија

### Албуми[2][4]
- Хајде зажмури (2002)
  - Песме:
Хајде зажмури (3:10)
Љубав по себи је грех (3:16)
Ћао (3:42)
Хеј, јање моје (4:07)
Сузе у ветру (3:25)
Зашто нестаје сјај (4:28)
Све ове године (3:17)
Минут или два (3:28)
Сећања (3:35)

### Синглови[2][4]
- Ја не позајмљујем (2013)
- Дах на образу (2013)
- Нон стоп (2013)
- Плави цвет (2014)
- Права љубав (2014)
- Лаку ноћ (2014)
- Зажели (2014)
- Лагали су ме (2016)